# José Bonaparte
Pour les articles homonymes, voir Bonaparte (homonymie).
José Fernando Bonaparte est un paléontologue argentin né à Rosario (province de Santa Fe) le 14 juin 1928 et mort le 18 février 2020 à Mercedes (province de Buenos Aires).
Il découvre un grand nombre de dinosaures sud-américains et sert de mentor à une nouvelle génération de paléontologues comme Rodolfo Coria. Selon le paléontologue Peter Dodson de l'université de Pennsylvanie, « presqu'à lui seul, il réussit à faire de l'Argentine le sixième pays du monde en termes de dinosaures »[pas clair].

## Biographie
José Bonaparte est le fils d'un marin italien, sans lien proche avec la famille de l'empereur Napoléon Bonaparte. Il est né à Rosario (Argentine) – le même jour et au même lieu que Che Guevara – et a grandi à Mercedes (province de Buenos Aires). Malgré un manque de formation dans le domaine, il commence à collecter des fossiles dès son plus jeune âge, et crée même un musée dans sa ville. Plus tard, il devient conservateur de l'université nationale de Tucumán[Quoi ?] où il est nommé docteur honoris causa en 1974. À la fin des années 1970, il devient scientifique du plus haut grade (senior scientist) au Musée national des sciences naturelles de Buenos Aires.

### Découvreur

#### Diversité naturelle de l'Amérique du Sud
Le supercontinent de la Pangée se sépara en Laurasie au nord et Gondwana au sud durant le Jurassique. Au cours du Crétacé, l'Amérique du Sud s'éloigna du reste de Gondwana. Cette division provoqua une différence d'évolution entre les biotopes du nord et du sud, et les animaux du sud passèrent pour très étranges à ceux qui étaient habitués à la faune plus au nord. José Bonaparte découvrit des faits corroborant cette division, ce qui fit que le paléontologue Robert Bakker le surnomma « Maître du Mésozoïque ».
En Amérique du Sud, les titanosauridés développèrent des armures et furent florissants, pendant que les sauropodes du continent nord disparaissaient et furent remplacés par de vastes hardes d'hadrosaures ; les théropodes carnivores étaient représentés par des  abelisauridés et d'étranges dinosaures comme le Carnotaure cornu, avec des membres courts et un nez écrasé. Des indications permettent de penser qu'un passage joignait l'Amérique du Nord et du Sud à la fin du Crétacé ; en effet des titanosaures ont été découverts au nord jusqu'en Utah et des hadrosauriens au sud jusqu'en Patagonie.

#### Découvertes
- Abelisaurus comahuensis (1985, avec Novas), carnivore théropode, comme l'Allosaurus.
- Agustinia ligabuei (1998, anciennement Augustia), sauropode comme le Brachiosaurus  avec des plaques spinales comme le Stegosaurus
- Alvarezsaurus calvoi (1991), le premier et le plus primitif membre des dinosaures aux caractères aviaires Alvarezsauridea.
- Amargasaurus cazaui (1991, avec Salgado), diplodocidé comme le Diplodocus, avec des épines (et une voile ?) le long du dos.
- Andesaurus delgadoi (1991, avec Calvo), titanosauridé et un des plus grands dinosaures.
- Argentinosaurus huinculensis (1993, avec Coria), titanosauridé et le plus grand  dinosaure connu.
- Argyrosaurus superbus (1984), titanosauridé et un des plus grands dinosaures.
- Carnotaurus sastrei (1985), ceratosaurien carnivore à tête de taureau.
- Coloradisaurus brevis (1978, anciennement Coloradia), sauropodomorphe de la fin du Trias.
- Guaibasaurus candelariensis (1998, avec Ferigolo), guaibasauridé du brésil
- Kritosaurus australis (1984, avec Frenchi, Powell and Sepúlveda), le plus connu des  hadrosaures sud américains.
- Lapparentosaurus madagascariensis (1986), sauropode de madagascar
- Ligabueino andesi (1996), petit ceratosaurien.
- Mussaurus patagonicus (1979, avec Vince), sauropodomorphe de la fin du Trias uniquement connu par ses œufs et de très petits crânes de bébés.
- Neoaetosauroides engaeus (1969), aétosaure.
- Noasaurus leali (1980, avec Powell), cératosaurien dont on pense qu'il possédait une griffe comme le Deinonychus (mais cette griffe appartenant à la main).
- Patagopteryx (1992) - le plus primitif au monde des oiseaux véritables incapables de voler
- Piatnitzkysaurus floresi (1979), théropode tetanurae.
- Pterodaustro (1970), ptérosaure d'argentine
- Rayososaurus agrioensis (1996), sauropode Rebbachisauridae.
- Riojasaurus incertus (1969), sauropodomorphe de la fin du Trias.
- Saltasaurus loricatus (1980, avec Powell), titanosauridé armuré.
- Velocisaurus unicus (1991), ceratosaurien bâti pour la vitesse

José Bonaparte découvrit également ou décrivit un nombre important d'archosaures et d'oiseaux primitifs, et participa à l'étude d'autres dinosaures comme le Giganotosaurus carolinii.

## Philosophie
José Bonaparte est un traditionaliste et n'utilise pas la méthode cladistique moderne, qui applique le principe de parcimonie à un vaste champ de synapomorphies. En partie pour cette raison, il déclina l'offre qui lui était faite de travailler sur un nouveau traité :  « The Dinosauria ». Bien que beaucoup plus connu pour ses découvertes sur les dinosaures, il préfère l'étude des mammifères.

### Articles
- (en) Don Lessem, « Jose Bonaparte: Maser of the Mesozoic — Paleontologist », Omni,‎ mai 1993

- (es) [Bär 2020] Nora Bär, « Murió el gran paleontólogo argentino José Bonaparte », La Nación,‎ 18 février 2020 (lire en ligne)